# Cotesia lineola
Cotesia lineola är en stekelart som först beskrevs av Curtis 1830.  Cotesia lineola ingår i släktet Cotesia och familjen bracksteklar. Inga underarter finns listade i Catalogue of Life.